# Marginal Cascavel
A Marginal Cascavel é uma das principais vias de circulação rápida da metrópole brasileira Goiânia. Seu nome se dá ao Córrego Cascavel, um dos principais recursos fluviais da cidade, e seu trajeto se estende ao caminho do córrego.